# 查克沙納戰役
查克沙納戰役（英語：Battle of Chaksana）是一場發生於1788年的軍事衝突。馬拉地帝國與蒙兀兒帝國交戰，最終以馬拉地帝國撤兵收場。